# Stac an Armin

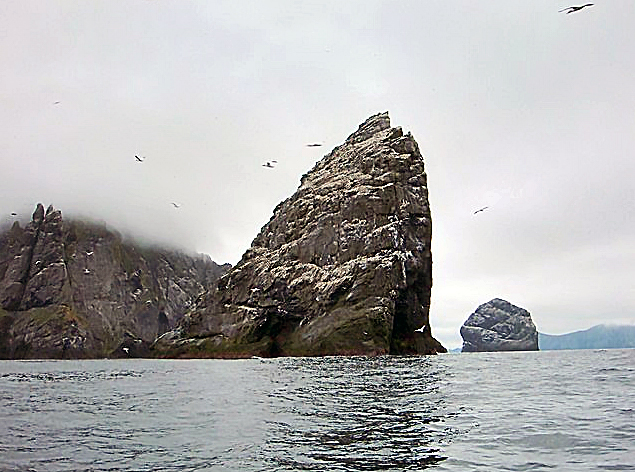
widok na ‘Stac an Armin’, po lewej wyspa 'Boreray', w głębi po prawej 'Stac Lee'

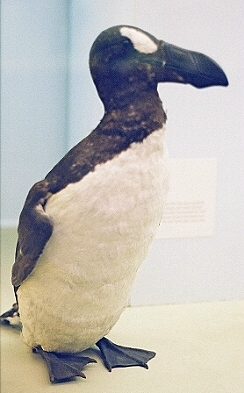
Alka olbrzymia, Muzeum Historii Naturalnej w Londynie

Stac an Armin lub Stac an Àrmainn (właściwa wymowa w szkockim gaelic, dawniej àrmuinn), oznacza „kolumna wojownika”. To kolumna morska w archipelagu St Kilda. Wysoka na 196 metrów, jest najwyższą kolumną w Szkocji i na całych wyspach brytyjskich. Jest również najwyższym wzniesieniem typu Marilyn.
Znajduje się o 400 m na północ od wyspy Boreray z tego samego archipelagu.

## Historia i ludność
Nie mniej niż 78 ‘cleiteanów’, czyli małych budynków gospodarczych, wybudowanych przez St Kildiańczyków istnieje na Stac an Armin. Wyspa nie była nigdy zamieszkana, odwiedzano ją jednak parę razy do roku. Wyspiarze polowali tu na głuptaki, które zrzucali następnie z klifu wprost do łodzi.
Martin Martin nazywał wyspę "Stack-Narmin".

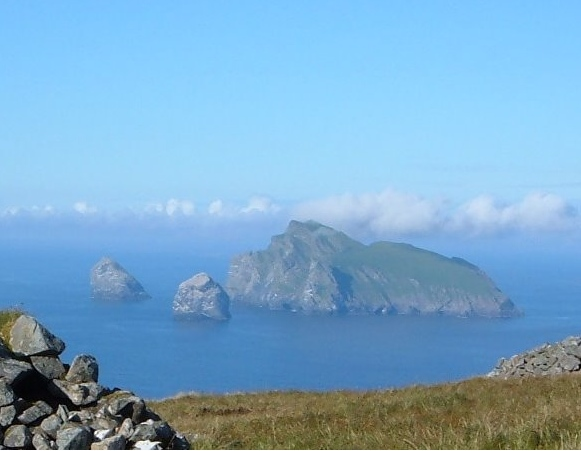
Boreray wraz ze Stac an Àrmainn (na lewo) i Stac Lee (na prawo)

To tu w lipcu 1840, ostatnia alka olbrzymia widziana na wyspach brytyjskich została upolowana przez lokalną społeczność. Haswell-Smith twierdzi, że zabito ją bo uważana była za czarownicę. Ostatni przedstawiciel tego gatunku został zabity parę lat później na wyspie Eldey należącej do Islandii lub w Nowej Fundlandii.
W 1724 powodu epidemii ospy jaka wybuchła na Hircie, trzech mężczyzn i ośmiu chłopców zostało tu przetransportowanych i pozostało na wyspie do przyszłego maja.